# Scheuern (Tholey)
Scheuern ist ein Ortsteil von Tholey (Landkreis St. Wendel) im nördlichen Teil des Saarlandes. Es liegt im Bohnental.

## Geschichte
Scheuern wird erstmals in einer Urkunde von 1246, die dem Kloster von Tholey von Papst Innozenz IV. (1243–1254) ausgestellt wurde, erwähnt. In dieser Urkunde werden dem Tholeyer Kloster verschiedene Privilegien gegeben und die Ortschaften genannt, die zum Kloster gehören.
Eine dieser Ortschaften ist Suyra = Scheuern. 1282 verzichtet Thilmann von Hagen auf alle Ansprüche an der Kirche in Scheuern.
1297 verkauften bzw. verschenkten Konrad, Ritter von Thronecken, Ritter Theoderich von Kaldenfels und Ritter Wilhelm von Thalexweiler ihren gesamten Besitz in Neipel und Scheuern an die Abtei Tholey. Somit war der Abt von Tholey nun kirchliches Oberhaupt und Grundherr in Scheuern und Neipel. Die Bewohner waren Leibeigene des Klosters von Tholey und dadurch der Hoch- wie auch Niedergerichtsbarkeit des Abtes unterstellt. Der Abt von Tholey besaß die volle Souveränität über die beiden Ortschaften. Dies schloss jedes landesherrliche Eingreifen in diesen Dörfern aus.
Der Herzog von Lothringen, der mehr oder weniger im Besitz von einigen Ortschaften um den Schaumberg war und die Vogteirechte (Schirmherrschaft) über die Benediktinerabtei Tholey, besaß, versuchte immer wieder die Rechte der Abtei an Scheuern und Neipel zu beschneiden.
Der Herzog von Lothringen ließ seine Rechte von der Schaumburg aus durch seine jeweiligen Amtmänner ausüben. Nach dem Tode des letzten lothringischen Herzogs, dem Polenkönig Stanislaus Leczinski im Jahre 1766, fiel das Herzogtum und damit auch das Amt Schaumburg durch den Vertrag an das Königreich Frankreich, welches wiederum 1787 durch einen Tauschvertrag das Amt Schaumburg an das Herzogtum Pfalz-Zweibrücken abtrat. Hier verblieb Scheuern bis zu den Wirren der Französischen Revolution 1793. Durch diese Revolution verlor die Abtei ihre Rechte an den beiden Ortschaften.
Um 1800 wurde Scheuern dem Amt Tholey, nach 1815 der Bürgermeisterei Tholey zugeordnet. Der Ort war eine eigenständige Gemeinde mit eigenem Gemeindevorsteher und mit den anderen Gemeinden bildeten sie die Bürgermeisterei Tholey.
Mit der Gebiets- und Verwaltungsreform vom 1. Januar 1974 wurde aus den ehemals neun selbstständigen Gemeinden die Großgemeinde Tholey.

## Bauwerke

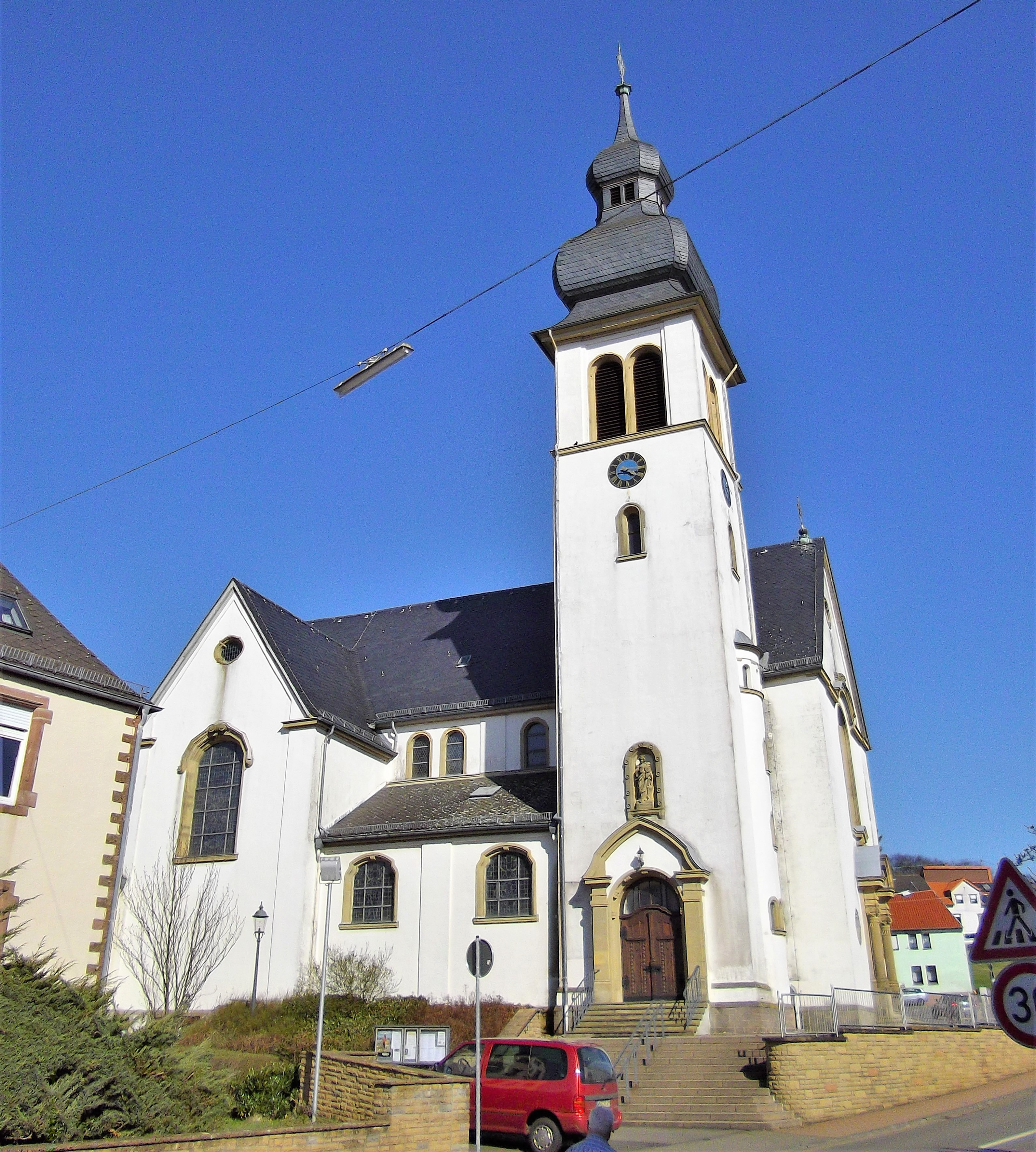
Die katholische Kirche St. Katharina in Scheuern

Bereits in einer aus dem 13. Jahrhundert stammenden päpstlichen Urkunde wird eine Kirche in Scheuern genannt. Im Jahr 1729 wurde eine neue und größere Kirche erbaut. Diese wurde in den Jahren 1912 bis 1914 durch die heutige Kirche St. Katharina ersetzt, wobei ein barockes Portal der Vorgängerkirche, sowie Teile der Ausstattung in den Neubau übernommen wurden. Das im neobarocken Stil erbaute Kirchengebäude feierte im Jahr 2013 sein 100-jähriges Bestehen.